# Блищик Вадим Адамович
Вади́м Ада́мович Бли́щик (30 квітня 1986 — серпень 2022) — український військовослужбовець, молодший лейтенант Збройних Сил України, командир механізованого взводу 30-ї механізованої бригади імені К. Острозького, учасник російсько-української війни, який відзначився під час відбиття російського вторгнення в Україну. Герой України (2023, посмертно)..

## Біографія
Народився 30 квітня 1986 року. Мав брата-близнюка.
Відслужив строкову службу в Полтаві на посаді водія в навчальній частині військ зв'язку, потім перейшов на військову службу за контрактом.
2008 року був учасником миротворчої місії в Косові. Служив гранатометником у батальйоні «Укрполбат».
2009-го відправився на навчання до школи сержантів у Десну. Вже за рік брав участь у міжнародних навчаннях у Румунії.
У 2011 році в Національній академії сухопутних військ імені гетьмана Петра Сагайдачного протягом трьох місяців вивчав англійську мову, а потім протягом трьох тижнів перебував у відрядженні в німецькому місті Хохенфельці, вивчаючи досвід іноземних колег у багатонаціональному центрі бойової підготовки 7-ї армії Збройних сил США в Європі.
Війну на сході України зустрів під час чергової ротації на Балканах.
Проходив службу в управлінні ОК «Захід» на посаді сержанта-менеджера у групі по роботі з сержантським складом. Пізніше повернувся до рідної 30-ї бригади, де служив далі. У цей час заочно здобув вищу освіту — став бакалавром з фізичного виховання та магістром з фізичної терапії.
Загинув на полі бою у військовому званні «молодший лейтенант», обіймаючи посаду командира механізованого взводу механізованої роти 2-го механізованого батальйону.
19 січня 2024 року під час церемонії в Маріїнському палаці Президент України Володимир Зеленський вручив 30 сертифікатів на отримання квартир військовослужбовцям Сил оборони, яким присвоєно звання Героя України, та родинам полеглих Героїв; один із сертифікатів вручено рідним молодшого лейтенанта Вадима Блищика.

## Нагороди
- звання Герой України з удостоєнням ордена «Золота Зірка» (8 липня 2023) — за особисту мужність і героїзм, виявлені у захисті державного суверенітету та територіальної цілісності України, самовіддане служіння Українському народові[2][3];
- орден «За мужність» III ступеня (26 липня 2014) — За особисту мужність і героїзм, виявлені у захисті державного суверенітету та територіальної цілісності України[4];
- Нагрудний знак «Учасник АТО»;
- Почесний нагрудний знак начальника Генерального штабу — Головнокомандувача Збройних Сил України «За взірцевість у військовій службі» ІІ та ІІІ ступеня;
- Відзнака Міністерства оборони України — Нагрудний знак «Знак пошани».